# Mladen Matijanić
Mladen Matijanić (Jajce, 21. travnja 1945.), hrvatski nogometaš iz Bosne i Hercegovine.

## Karijera
Nekadašnji je Hajdukov napadač iz šezdesetih godina 20. stoljeća. U Hajduk dolazi iz livanjskog Troglava, a svoju prvu utakmicu za bile odigrao je 12. studenog 1964. protriv zagrebačkog Dinama. U Hajduku postaje vrstan nogometaš i ljubitelj Torcide koja je na utakmice dolazilaila s transparentima "Za pobjedu treba veza — Matijanić-Nadoveza".
Matijanić je u Hajduku proveo 5 godina i odigrao 218 utakmica i postigao 92 zgoditka, od čega 14 prvenstvenih, i pet golova na kup utakmicama, te osvaja s Hajdukom jedan trofej (Kup 1966./67.). U svojoj prvoj sezoni za Hajduk odigrao je 19 utakmica i postigao 4 zgoditka, jedan manje od Nadoveze. Sezone 1965./67 dao je dva zgoditka u 18 nastupa. Sezone 1966./67. ima 16 nastupa uz 6 zgoditaka (isto kao Nadoveza), i jedan manje od Obradova. Posljednje dvije sezone sakupio je 27 nastupa i zabio dva zgoditka.
Statistika u Hajduku
| Natjecanje        | Nastupi | Zgoditci |
| ----------------- | ------- | -------- |
| Prvenstvo         | 80      | 14       |
| Kup               | 10      | 5        |
| Superkup          | 0       | 0        |
| Međunarodne       | 1       | 0        |
| Splitski podsavez | 0       | 0        |
| Ukupno            | 91      | 19       |
| Prijateljske      | 127     | 73       |
| Sveukupno         | 218     | 92       |

Nakon Hajduka igrao je za Rijeku i Borovo. Karijeru je završio u matičnom Troglavu.